# Hakuju Hall
Hakuju Hall（ハクジュホール）は、東京都渋谷区富ヶ谷にあるコンサートホール。

## 概要
ヘルストロン（電位治療器）や健康食品などを手掛ける白寿生科学研究所本社ビルの7階にあり、同社が運営を行う。
コンサートホールにリクライニングシートを導入しており、全席「リクライニング席」仕様にした場合は162席、全席「固定席」にした場合は300席使用できる。
ホールの正式名称は、「Hakuju Hall」あるいは「ハクジュホール」で、漢字の「白寿ホール」は現在使用していない。

## 主催事業
- リクライニング・コンサート  全ての席をリクライニング・シートにし、休憩なし約1時間の公演をリクライニング状態で聴く事が出来る開館当初からのシリーズ。

- Hakuju サロン・コンサート  音楽家とお客様のお互いの顔が見えるホールの特徴を生かした、「Hakuju Hall が一日、アーティストの自宅サロンになります。」というコンセプトのシリーズ。

- Hakuju ギター・フェスタ   荘村清志・福田進一をプロデューサーに迎え、2006年より年1回夏に開催しているクラシックギターの祭典。

- Hakujuの歌曲   様々な国々やテーマに沿って歌曲を取り上げるシリーズ。ピアノだけでなく、弦楽器、管楽器との共演を行う。
- 白寿こどもヴァイオリンコンクール 未来ある子ども達に楽器を貸与し、より良い環境や指導者との縁を紡ぐ「場」を提供するため、日本ヴァイオリンの協力を得て2016年より小学1年生～4年生を対象に隔年で開催。

そのほか、リサイタルや室内楽などの公演を開催。また若手支援の一環として、二期会オペラ研修所を優秀な成績で修了した歌手達によるコンサート「二期会 ディーヴァ, ディーヴォ」がある。[2]
2021年8月以降、「メンバーズ テレビマンユニオン チャンネル」にて主催公演の有料配信を行う（一部公演を除く）。

## 施設概要

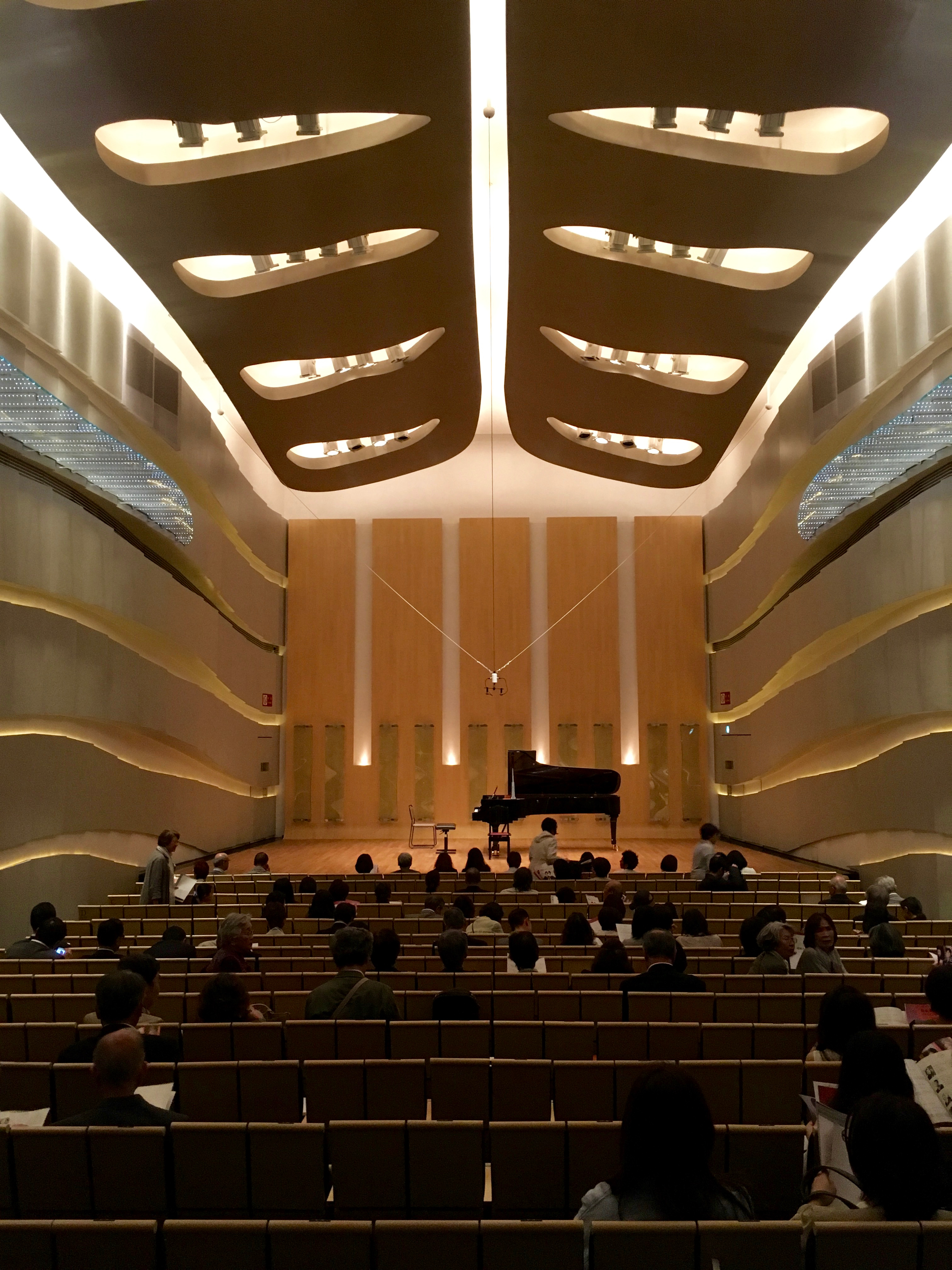
ホール内部

ホールシューボックス型
客席300席、車椅子席 1席（取外可動式）、全リクライニングシート時 162席
間口:11m、奥行:18m、天井高:8.3m（平均）
舞台間口:11m、奥行:6m、舞台高:0.6m :
素材
床･ステージ（サクラ）、壁面・天井（FG曲面ボード）
残響
満席時：1.5秒　空席時：1.6秒（中音域）
楽屋
8階3部屋（内一部屋にアップライトピアノ有）、6階控室2部屋
楽器
ピアノ:スタインウェイD-274（2台）
舞台
電動美術バトン1本
音響
音響調整卓、マイク各種（コンデンサー、ダイナミック、ワイヤレス）、三点吊装置、録音再生機器、スピーカー各種（常設、移動型）
照明
照明調光卓、シーリングスポット2列、サスペーションライト2列、特殊スポット
映像
プロジェクター、250インチ電動スクリーン
その他
ホワイエ、スカイテラス（9階屋上）
クローク（現在使用中止）、バーコーナー（現在営業休止中）

## 設計・施工
インテリアデザイン
アトランティスアソシエイツ株式会社　アルベール・アビュト
インテリア実施設計・施工
株式会社 竹中工務店
音響設計
株式会社 竹中工務店　技術研究所